# عبدالرضا محمدیان
عبدالرضا محمدیان یکی از بازیکنان فوتبال ایران است. این بازیکن در طول در دوران حضورش، در تیم‌های مختلفی من‌جمله یادآوران شلمچه مشارکت داشته‌است.